# Dylan Pereira

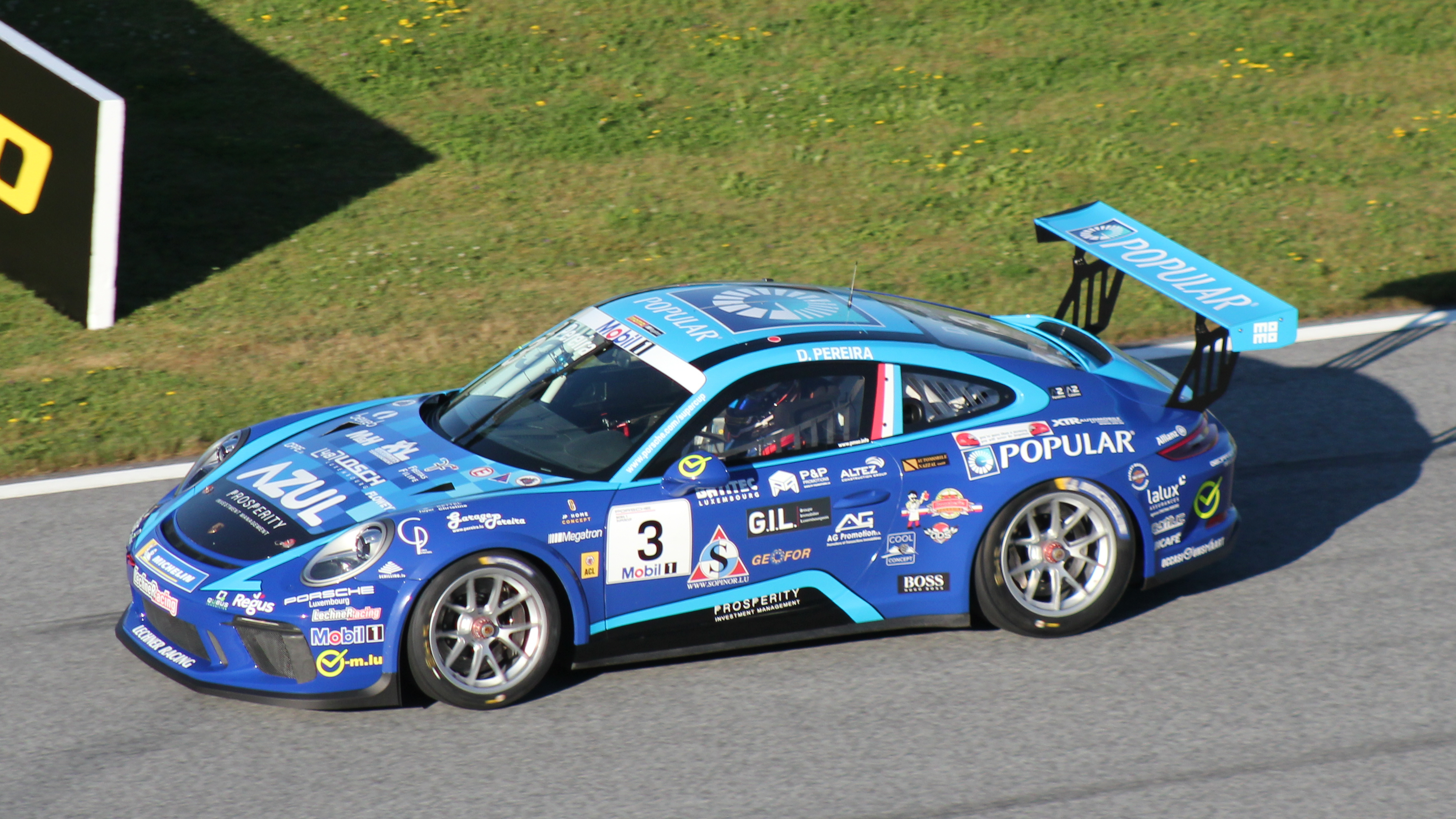
Dylan Pereira 2019 beim Rennen zum Porsche Supercup auf dem Red Bull Ring

Dylan Pereira (* 10. Juni 1997 in Luxemburg) ist ein luxemburgischer Autorennfahrer portugiesischer Herkunft.

## Familie
Dylan Peirera ist der Sohn von Guillaume Pereira, der in den 1980er-Jahren aus Portugal nach Luxemburg kam und 1989 gemeinsam mit seinem Bruder eine Automobilwerkstatt eröffnete. Das Unternehmen in Differdingen ist heute auf den Vertrieb und die Reparatur sportlicher Fahrzeuge spezialisiert.

## Karriere als Rennfahrer
Sein erstes Kart erhielt Dylan Peirera im Alter von vier Jahren, sein erstes Rennen bestritt er als Zehnjähriger in Mirecourt, wo er an einem Rennen zur Kart-Jugendmeisterschaft Elsass teilnahm. Zum Abschluss seiner Kart-Laufbahn gewann er 2013 die KF2-Klasse des Euro-Wintercups.
Im Unterschied zu fast allen Rennfahrern seiner Generation verzichtete Dylan Peirera vollständig auf Monopostorennen und fuhr von Beginn an Tourenwagen- und GT-Rennen. Nach einem Jahr im Volkswagen Castrol Cup startete er ab 2015 im Porsche Supercup. Parallel dazu war er regelmäßig bei Rennen des Porsche Carrera Cups gemeldet. In beiden Rennserien erreichte er 2020 als Fahrer bei Lechner Racing den zweiten Rang in der Endwertung, sowohl im Supercup als auch im Porsche Carrera Cup Deutschland jeweils hinter Larry ten Voorde.

## Statistik

### Le-Mans-Ergebnisse
| Jahr | Team     | Fahrzeug                 | Teamkollege | Teamkollege  | Platzierung | Ausfallgrund |
| ---- | -------- | ------------------------ | ----------- | ------------ | ----------- | ------------ |
| 2021 | TF Sport | Aston Martin Vantage AMR | Ben Keating | Felipe Fraga | Rang 26     |              |

### Einzelergebnisse in der FIA-Langstrecken-Weltmeisterschaft
| Saison  | Team           | Rennwagen                | 1   | 2   | 3   | 4   | 5   | 6   | 7   | 8   |
| ------- | -------------- | ------------------------ | --- | --- | --- | --- | --- | --- | --- | --- |
| 2019/20 | Team Project 1 | Porsche 911 RSR          | SIL | FUJ | SHA | BAH | AUS | SPA | LEM | BAH |
| 2019/20 | Team Project 1 | Porsche 911 RSR          |     |     |     |     | 18  |     |     |     |
| 2021    | TF Sport       | Aston Martin Vantage AMR | SPA | POR | MON | LEM | BAH | BAH |     |     |
| 2021    | TF Sport       | Aston Martin Vantage AMR | 21  | 25  | 32  | 26  | 17  | DNF |     |     |